# 科林·卡拉瑟斯
科林·卡拉瑟斯（英語：Colin Carruthers，1890年9月17日—1957年11月10日），英国男子冰球运动员。他曾代表英国国家队参加1924年和1928年冬季奥林匹克运动会冰球比赛，其中1924年冬季奥运会获得一枚铜牌。

## 家庭
弟弟为埃里克·卡拉瑟斯。